# Giverny
Giverny è un comune francese di 523 abitanti situato nel dipartimento dell'Eure nella regione della Normandia.
Nel villaggio di Giverny si trova la casa dove dimorò Claude Monet dal 1883 fino alla sua morte nel 1926, e che oggi ospita la Fondation Claude Monet.
Il «Musée des impressionnismes Giverny», vero "museo degli impressionismi" presenta ogni anno due-tre mostre temporanee che riuniscono i più grandi nomi dell'impressionismo, in particolare quelli della colonia di pittori di Giverny e della Valle della Senna.

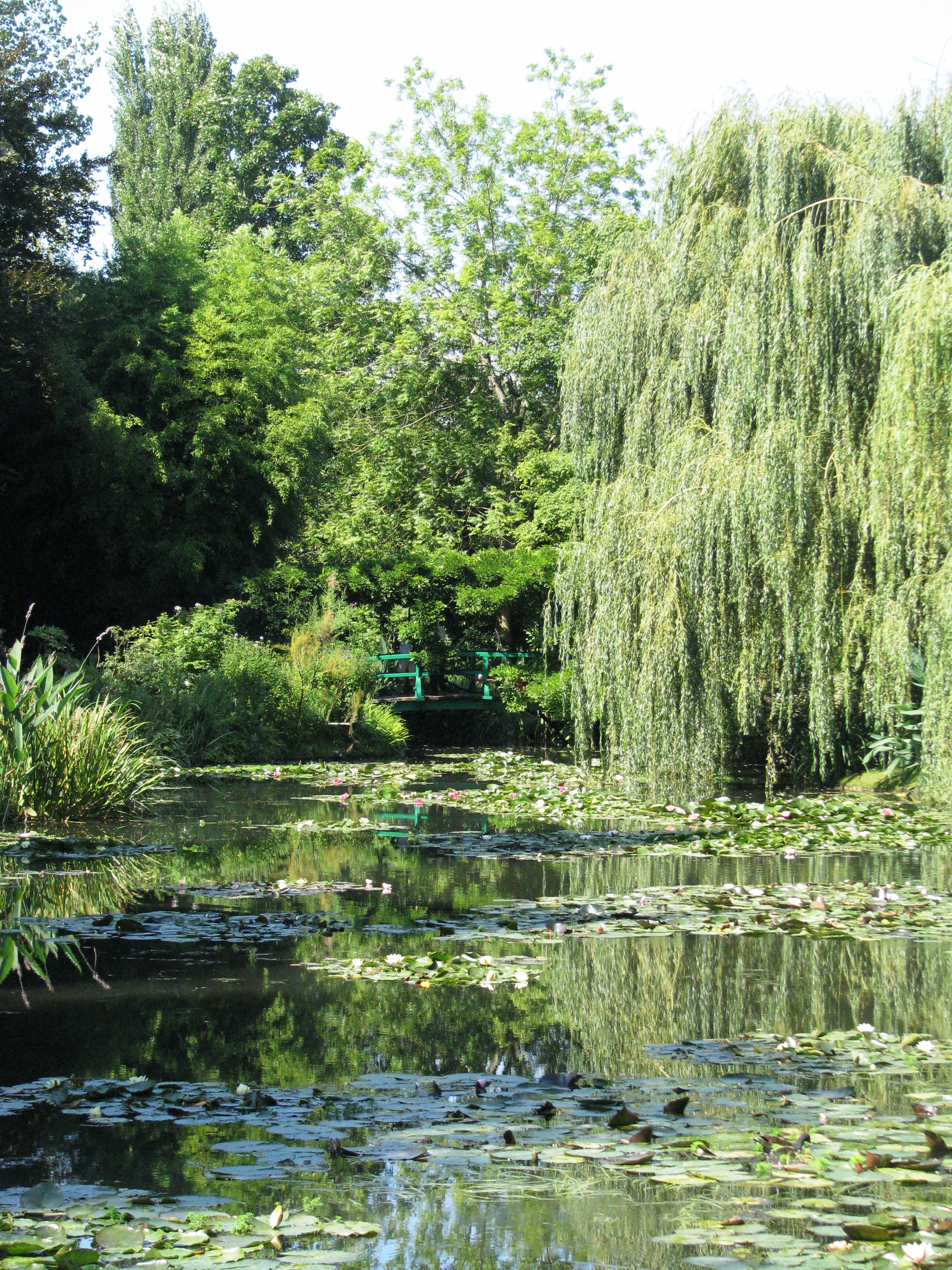
Il giardino di Claude Monet a Giverny

## Geografia
Giverny è un comune dell'estremo est del dipartimento dell'Eure, limitrofo a quello dell'Yvelines e vicino a quello di Val d'Oise. Si situa sulla riva destra della Senna, alla confluenza con il fiume Epte, a 5 km est da Vernon e a 70 km da Parigi.
La principale via di comunicazione del comune è la strada dipartimentale D5, che la unisce a Vernon e a La Roche-Guyon.

## Storia
La parrocchia è fondata durante il regno merovingio e la chiesa è dedicata a Santa Radegonda.
Nel 1883 Claude Monet si stabilì nel villaggio, in una casa che affittò e poi comprò nel 1890. Ne modifica la forma e riorganizza completamente il frutteto in giardino fiorito. Farà scavare nel 1893, su un ramo dell'Epte, il bacino delle ninfee ai bordi del quale dipingerà Le Ninfee. Morto il 5 dicembre 1926, venne sepolto nel cimitero a fianco la chiesa. Alla stessa epoca, molti pittori, soprattutto americani, si stabilirono nel villaggio.

## Eventi
- Salon international du pastel (Art du pastel en France) ogni anno a fine maggio inizio giugno
- Musica da camera a Giverny (festival international de musique de chambre) fine agosto inizio settembre
- Festival di Giverny, festival di musica moderna, presenta autori, compositori e interpreti. A settembre
- La Normandia e il Mondo, festival internazionale del cinema di Vernon (inizio luglio, al musée des impressionnismes)
- Rock in the Barn, festival di musica moderna
- Le mostre tematiche del Musée des Impressionnismes di Giverny
- La cantante italiana Jen Harley ha dedicato alla città una canzone in stile pop-rap nel novembre 2018

## Società

### Evoluzione demografica
Abitanti censiti

## Luoghi e monumenti
- La casa e il giardino di Claude Monet. Il giardino ha ottenuto il marchio di "jardin remarquable" (giardino notevole). La proprietà fa parte dei monumenti storici dal 6 aprile 1976.
- Il musée des impressionnismes di Giverny espone le opere originali dei più grandi nomi della corrente impressionista, in particolare la colonia dei pittori di Giverny e della valle della Senna.
- L'antico hotel Baudy e il suo roseto, dove si riunivano i pittori.
- La chiesa di Santa Radegonda, edificio in stile romanico dell'XI secolo (iscritta nell'inventario dei monumenti storici).
- La "Pierre de Sainte-Radegonde", ad ovest in prossimità della chiesa che porta lo stesso nome.